# ベン＝エイミ・ベン・イスラエル
ベン＝エイミ・ベン・イスラエル (Ben-Ami Ben Israel、1939年10月12日 - 2014年12月28日) は、イスラエルの宗教指導者。ベン・カーター (Ben Carter) としてアメリカ合衆国で生まれ、イスラエルに移住する際に改名した。古代イスラエル人の末裔、ユダヤ人を自称するブラック・ヒーブルー・イズレイライツ運動の指導者。
彼が「大天使ガブリエルから受けたヴィジョン」によれば、「アフリカ系アメリカ人は西アフリカに移住したイスラエルの失われた十氏族の末裔であるから、神の選民に含まれている」という。なお、「○○という民族は古代イスラエル人の末裔である」という、古代イスラエル人（Ancient Israelite(s)）の末裔、ユダヤ人を自称する例は歴史的に多々存在する。但しこれには置換神学の危険性もある。
彼はイスラエルで創ったブラック・ヒーブルー（「黒人系イスラエル人」）のコミュニティーへ2008年にシモン・ペレス大統領が歴史的に訪れた。2009年に同コミュニティーのメンバーにイスラエルの国籍がやっと下りた。

## Notes
1. ↑  Reportedly granted Israeli citizenship in 2013, but was not recognized as being of Israelite descent and also refused to convert to Judaism. Ben Ammi did not identify as Jewish or Samaritan.